# Harrod-Domar-modellen
Harrod–Domar-modellen utvecklades, oberoende av varandra, av Roy Harrod under 1939 och Evsey Domar under 1946. Modellen används inom utvecklingsekonomi för att förklara ekonomisk tillväxt utifrån sparandet och produktiviteten av kapital. Modellen bygger på jämviktsvillkoret att sparandet är lika med investeringar. Investeringarna ökar produktionskapaciteten, och därmed  ett lands BNP. Landets högre BNP-nivå leder till ökat sparande, och vid jämvikt högre investeringar under nästa period. 
På detta sätt antas en ökad tillväxt av sparande, investeringar, BNP-nivån och produktionskapaciteten. 
Harrod–Domar-modellen var en av föregångarna till Solow-modellen.

## Matematisk beskrivning
Förenklat skulle Harrod–Domar-modellen kunna uttryckas som att tillväxttakten inom produktionen (g) är lika med sparandekvoten (s) delat med kapital-produktionskvoten (k)  
| {\displaystyle \ g=s/k} |

Om man antar att t.ex. 12 procent av den totala inkomsten årligen sparas och att 3 enheter av kapital krävs för att producera ytterligare en produktionsenhet (marginalprodukt): då blir tillväxttakten i produktion {\displaystyle \ 12/3=4\%}. Om sparandet ökade till 15 procent av inkomst blir tillväxten i produktionen istället {\displaystyle \ 15/3=5\%} eller om det istället bara krävs 2 enheter av kapital för att producera en produktionsenhet till blir tillväxttakten i produktionen {\displaystyle \ 12/2=6\%}.
Detta bygger på att allt som sparas används till investeringar och omvandlas till en produktionsökning utifrån en given kapital-produktionskvot. 
En mer avancerad förklaring utgår från att Y representerar produktion, som är lika med inkomst, K står för kapitalmängden. S är totala sparandet, s är sparandetakten, och I är investeringar. δ står för deprecieringstakten av kapitalmängden, dvs hur snabbt investerat kapital förslits/avskrivs. Harrod-Domar-modellen gör då följande antagande: 
| {\displaystyle \ Y=f(K)}                                                        | 1: Produktionen är en funktion av kapitalmängden |
| {\displaystyle \ {\frac {dY}{dK}}=c\Rightarrow {\frac {dY}{dK}}={\frac {Y}{K}}} | 2: Marginalprodukten av kapital är konstant; produktionsfunktionen uppvisar konstant skalavkastning. Detta innebär att kapitalets marginala och medelprodukt är lika. |
| {\displaystyle \ f(0)=0}                                                        | 3: Kapital är nödvändigt för produktion. |
| {\displaystyle \ sY=S=I}                                                        | 4: Sparandetakten och produktionen är lika med det totala sparandet, vilket är lika med investeringar.                                                                |
| {\displaystyle \ \Delta \ K=I-\delta \ K}                                       | 5: Förändringen av kapitalmängden är lika investeringarna minus deprecieringstakten av kapital.                                                                       |

Derivering av antagandena ovan är följande: 
1. Antagande (1), (2) och (3) innebär att produktionen och kapitalmängden är linjär, vilket innebär att samma tillväxttakt råder för dessa två variabler. 
{\displaystyle \ Y=cK\Rightarrow d\log(Y)=d\log(c)+d\log(K).}
2. Eftersom marginalprodukten av kapital, c är konstant, har man
{\displaystyle \ d\log(Y)=d\log(K)\Rightarrow {\frac {dY}{Y}}={\frac {dK}{K}}\Rightarrow {\dot {Y}}={\dot {K}}.}
3. Utifrån antagande (4) och (5), blir kapitalmängdens tillväxttakt
{\displaystyle \ {\dot {K}}={\frac {I}{K}}-\delta \ =s{\frac {Y}{K}}-\delta \ }
4. Nu kan man beräkna den procentuella tillväxttakten av produktionen {\displaystyle \ {\dot {Y}}}
som 
{\displaystyle \ \Rightarrow {\dot {Y}}=sc-\delta \ }
Summering: Tillväxttakten av produktionen är lika med sparandetakten multiplicerat med marginalprodukten av kapital minus deprecieringstakten. Harrod-Domar-modellen antar alltså att ökad tillväxt inom produktionen beror på en ökning av sparandetakten, ökad marginalprodukt av kapital eller en minskad deprecieringstakt.
Harrod–Domar-modellen skapades inledningsvis som hjälpmedel för att analysera konjunkturcykler. Senare har den anpassats för att förklara ekonomisk tillväxt. Modellen antog att tillväxt beror på mängden arbetskraft och kapital; mer investeringar leder till en större kapitalmängd, vilket skapar ekonomisk tillväxt. Modellen utgår från att ekonomisk tillväxt beror på satsningar för att öka investeringar genom ökat sparande och att använda dessa investeringar effektivt genom teknologiska förbättringar.